# Русское общество друзей книги
Ру́сское о́бщество друзе́й кни́ги (РОДК) — организация библиофилов, существовавшая в Москве с 1920 по 1929 годы.

## История
Общество было основано в 1920 году Владимиром Яковлевичем Адарюковым, Давидом Самойловичем Айзенштатом, Александром Мелентьевичем Кожебаткиным и Алексеем Алексеевичем Сидоровым. Среди других заметных членов были Богдан Степанович Боднарский, Леонид Петрович Гроссман, Сергей Георгиевич Кара-Мурза, Алексей Григорьевич Миронов, Николай Николаевич Орлов, Иван Никанорович Розанов, Мстислав Александрович Цявловский, Павел Давыдович Эттингер, Абрам Маркович Эфрос и другие. Общество было закрыто в конце 1929 или начале 1930 года.

## Деятельность
Русское общество друзей книги проводило большую научно-исследовательскую работу и сыграло заметную роль в становлении библиографии и культуры книжного дела в СССР. Организация занималась историко-литературными исследованиями, изучением старой книги, современной на тот момент книжной графики в СССР и за рубежом, организовывала вечера памяти деятелей литературы и книжного дела, проводило книжные аукционы, выпускало издания высокого художественного и полиграфического уровня.